# Rhaphidophora africana
Rhaphidophora africana — вид квіткових рослин із родини Araceae, роду Rhaphidophora. Ця ліана росте в Африці: Бенін, Камерун, Центральноафриканська Республіка, Конго, Екваторіальна Гвінея, Габон, Гана, Гвінея, Гвінейська Затока, Кот-д'Івуар, Ліберія, Нігерія, Сьєрра-Леоне, Уганда, Заїр.